# (36218) 1999 TK220
1999 TK220 (asteroide 36218) é um asteroide da cintura principal. Possui uma excentricidade de 0.18082600 e uma inclinação de 7.05371º.
Este asteroide foi descoberto no dia 1 de outubro de 1999 por CSS em Catalina.